# Campeonato Europeo de Piragüismo en Eslalon de 2007
El VIII Campeonato Europeo de Piragüismo en Eslalon se celebró en Liptovský Mikuláš (Eslovaquia) entre el 14 y el 17 de junio de 2007 bajo la organización de la Asociación Europea de Piragüismo (ECA) y la Federación Eslovaca de Piragüismo.
Las competiciones se desarrollaron en el canal de piragüismo en eslalon acondicionado en el río Váh, al sudeste de la ciudad eslovaca.

## Países participantes
Participaron 228 piragüistas de 29 países europeos en 4 especialidades, 3 masculinas y 1 femenina, tanto individualmente como en equipo.
| - Alemania - Austria - Bélgica - Bielorrusia - Croacia - Eslovaquia - Eslovenia - España | - Finlandia - Francia - Grecia - Hungría - Irlanda - Italia - Letonia | - Lituania - Luxemburgo - Macedonia del Norte - Países Bajos - Polonia - Portugal - Reino Unido | - República Checa - Rumania - Rusia - Serbia - Suecia - Suiza - Ucrania |

## Medallistas

### Masculino
| Evento                 | Oro | Plata | Bronce |
| ---------------------- | --- | --- | --- |
| K1 individual (17.06)  | Ján Šajbidor · Eslovaquia · 202,77 pts.                                                                       | Peter Kauzer Eslovenia 203,06 pts.                                                                                        | Campbell Walsh Reino Unido 205,81 pts.                                                                                |
| C1 individual (16.06)  | Michal Martikán · Eslovaquia · 211,87                                                                         | Pierre Labarelle Francia 215,21                                                                                           | Jristos Tsakmakis · Grecia · 216,08                                                                                   |
| C2 individual (17.06)  | Ladislav Škantár · Peter Škantár · Eslovaquia · 221,48                                                        | Jaroslav Volf · Ondřej Štěpánek · República Checa · 221,83                                                                | Pavol Hochschorner · Peter Hochschorner · Eslovaquia · 224,21                                                         |
| K1 por equipos (15.06) | Peter Kauzer Dejan Kralj Jure Meglič Eslovenia 205,76                                                         | Erik Pfannmöller · Alexander Grimm · Fabian Dörfler · Alemania · 208,63                                                   | Campbell Walsh Richard Hounslow Huw Swetnam Reino Unido 211,91                                                        |
| C1 por equipos (15.06) | Michal Martikán · Juraj Minčík · Matej Beňuš · Eslovaquia · 209,48                                            | Stefan Pfannmöller · Nico Bettge · Jan Benzien · Alemania · 215,57                                                        | Tony Estanguet Pierre Labarelle Nicolas Peschier Francia 220,25                                                       |
| C2 por equipos (15.06) | Alemania · Felix Michel / Sebastian Piersig · Kay Simon / Robby Simon · David Schröder / Frank Henze · 243,67 | República Checa · Jaroslav Volf / Ondřej Štěpánek · Marek Jiras / Tomáš Máder · Jaroslav Pospíšil / David Mrůzek · 247,10 | Polonia · Marcin Pochwała / Paweł Sarna · Dariusz Wrzosek / Jarosław Miczek · Kamil Gondek / Andrzej Poparda · 252,31 |

### Femenino
| Evento                 | Oro                                                                       | Plata                                                                     | Bronce                                                         |
| ---------------------- | ------------------------------------------------------------------------- | ------------------------------------------------------------------------- | -------------------------------------------------------------- |
| K1 individual (16.06)  | Violetta Oblinger-Peters · Austria · 229,02 pts.                          | Mandy Planert · Alemania · 230,44 pts.                                    | Štěpánka Hilgertová · República Checa · 231,99 pts.            |
| K1 por equipos (15.06) | Jennifer Bongardt · Mandy Planert · Jasmin Schornberg · Alemania · 235,70 | Elena Kaliská · Jana Dukátová · Gabriela Stacherová · Eslovaquia · 241,02 | Fiona Pennie Laura Blakeman Elizabeth Neave Reino Unido 248,39 |

## Medallero
| Núm. | País            | Oro | Plata | Bronce | Total |
| ---- | --------------- | --- | ----- | ------ | ----- |
| 1    | Eslovaquia      | 4   | 1     | 1      | 6     |
| 2    | Alemania        | 2   | 3     | 0      | 5     |
| 3    | Eslovenia       | 1   | 1     | 0      | 2     |
| 4    | Austria         | 1   | 0     | 0      | 1     |
| 5    | República Checa | 0   | 2     | 1      | 3     |
| 6    | Francia         | 0   | 1     | 1      | 2     |
| 7    | Reino Unido     | 0   | 0     | 3      | 3     |
| 8    | Grecia          | 0   | 0     | 1      | 1     |
| 8    | Polonia         | 0   | 0     | 1      | 1     |
|      | TOTAL           | 8   | 8     | 8      | 24    |